# Грома
Грома је био главни инструмент римских мерaча. Коришћен је за одређивање и исцртавање правих углова.

## Порекло
Грому су користили Грци и Етрурци од 6. века пре нове ере, а касније су је преузели Римљани. Порекло имена није у потпуности објашњено, иако се верује да потиче од грчке речи гномон (ознака, грчки γνωμων).

## Конструкција и коришћење
Конструкција грома је позната на основу неколико важних археолошких налаза. Један од њих је надгробни споменик геодета Луција Аебуција Фауста пронађен у граду Ивреа, северно од Торина, који показује делове громе. Други налаз потиче из Помпеје, где су у радионици пронађени остаци громе и другог геодетског алата, као и у Баварској, код Ајхштата, код римског лимеса.
Основни делови грома били су троножац (лат.  ferramentum); крст (или звезда, грч. αστερισκος, лат. stella), затим конзола (лат. rostro) која је служила као осовина за окретање крста и пет висака (лат. perpendiculum) – два пара која су висила на крајевима крста и дефинисала два вертикална правца и један централни који је висио са конзоле.
Процес одређивања правца почињао је постављањем статива громе тако да се оса ротације крста налазила непосредно изнад почетне тачке мерења, што се радило уз помоћ централног виска који би се потом скидао. Након тога, се крст окртао  и подешавао у жељеном правцу. Помоћник би затим поставио мерни штап (kalamos, грчки καλαμος) 10 так метара испред громе у положај где би се његова силуета визуелно поклопила са два виска на супротним крајевима крста, и на тај начин  била у линији са њима, формрајући праву линију без одсупања која би се визелно простирала кроз ове три тачке. Будући да је то био једноставанији инструмент, грешке су се понекад дешавале.

## Примена
Грома је имла широку примену: у грађевинарству и урбанизму; у подели земље, а користила се и у војсци. За изградњу војних логора, утврђења и сл. били су задужени војни геодети (лат. castramensores). Грома је била неопходан инструмент у свим врстама градње – путеви, аквадукти, мостови итд. Користили су је и геодети (лат. agrimensores) при ограђивању – ограничавању приватног (лат. ager privatus) или јавног земљишта (лат. ager publicus) .
Исто име носили су и:
- Центар било ког новоподигнутог војног логора ,односно тачка са које је трасирана правоугаона мрежа путева,која је оформљена   употребом римског инструмента грома који је служио за размеравање.

- Центар новог града,из ког су громатици(размеравачи-геометри) почињали да трасирају две главне улице у римским градовима кардо и декуманус,формирјући  тиме мрежу-решетку(саобраћајница),помоћу плуга и пара волова.